# Отто Штрандман
Отто Август Штрандман (ест. Otto August Strandman; 30 листопада 1875 — 5 лютого 1941) — естонський державний і політичний діяч, глава уряду країни 1919 року.

## Життєпис
Навчався на юридичному факультеті Петербурзького університету (1899–1901), закінчив юридичний факультет Юріївського університету (1903). Почесний доктор права Тартуського університету (1928) й Варшавського університету (1930).
До вступу в університет працював у ревельській конторі Державного банку. У 1903—1905 роках був юристом у Нарві й Ревелі. У 1904—1905 та 1917 році — гласний міської думи Ревеля. Брав участь у революційних подіях 1905 року, у 1905—1909 роках проживав в еміграції у Швейцарії. У 1909—1917 роках займався адвокатською практикою в Ревелі. 1917, після Лютневої революції, російський Тимчасовий уряд призначив його прокурором Ревельського окружного суду. У 1917—1918 роках очолював Тимчасову земську раду Естляндської губернії.

### Політична та дипломатична діяльність
- 1918 — міністр юстиції
- 1918—1919 — міністр сільського господарства Тимчасового уряду Естонії. 1918 був заарештований німецькими окупаційними військами
- з 9 травня 1919 до 18 листопада 1919 — прем'єр-міністр і військовий міністр
- 1920–1921 — міністр закордонних справ
- 1921 — голова Рійгікогу. Був членом Рійгікогу першого — п'ятого скликань
- 1924 — міністр закордонних справ, потім — міністр фінансів
- 1927–1929 — посол Естонії у Польщі, Чехословаччині та Румунії
- з 9 липня 1929 до 12 лютого 1931 — державний старійшина
- 1933–1939 — посол Естонії у Франції, Бельгії, Іспанії та Ватикані.

### Загибель
1939 повернувся на батьківщину, жив на своєму хуторі в Кадріні. 1941 отримав повістку з'явитись до НКВС, що означало неминучий арешт, після чого він застрелився.